# Stefanie Petermichl
Stefanie Petermichl (1971) és una analista matemàtica alemanya que treballa com a professora a la Universitat de Tolosa, a França. Els temes de la seva recerca inclouen l'anàlisi harmònica, el càlcul complexes multivariable, el control estocàstic, i les equacions diferencials en derivades parcials el·líptiques.
Petermichl va estudiar a l'Institut de Tecnologia de Karlsruhe i va seguir els seus estudis de llicenciatura a la Universitat Estatal de Michigan, on va completar el doctorat l'any 2000, sota la supervisió d'Alexander Volberg. Després de fer estudis postdoctorals a l'Institut d'Estudis Avançats de Princeton i a la Universitat de Brown, es va unir al cos docent de la Universitat de Texas a Austin l'any 2005. Es va traslladar a la Universitat de Bordeus l'any 2007, i un altre cop a la de Tolosa al 2009. D'ençà de 2019 ocupa la Humboldt chair de la Universitat de Würzburg.
Petermichl va guanyar el Premi Salem l'any 2006. Va ser la primera dona a guanyar aquest premi. Al 2012, l'Acadèmia Francesa de Ciències li va atorgar el Premi Ernest Déchelle. Es va convertir en membre de l'Institut Universitari de França al 2013. Va ser conferenciant convidada al Congrés Internacional de Matemàtics de 2018, en què va parlar en la secció sobre Anàlisi i Àlgebres d'Operadors. Al 2016, li va ser atorgada una beca del Consell Europeu d'Investigació (ERC, per les seves sigles en anglès).